# Stara Zagora
Pour l’article homonyme, voir Stara Zagora (homonymie).
Ne doit pas être confondu avec Stara Gora.
Stara Zagora (en bulgare : Стара Загора) est une ville du centre-sud de la Bulgarie. Elle comporte une université, un hôpital universitaire, un observatoire astronomique, diverses industries et plusieurs instituts scientifiques et culturels. 
C'est le chef-lieu de l'oblast de Stara Zagora. La ville est située aux pieds du versant sud de la chaine des Balkans et au nord d'une vaste zone agricole et d'élevage.

## Géographie

### Géographie humaine
Après la Seconde Guerre mondiale, la population de la ville - centre agricole et industriel important - croît rapidement, notamment pendant la période 1956-1985. Après cette période de croissance soutenue, la population de Stara Zagora n'a cessé de décroître, notamment à la suite de la chute du communisme et des bouleversements politiques et économiques intervenus dans les années 1990.
| 1887   | 1910   | 1934   | 1946   | 1956   | 1965   | 1975    | 1985    | 1992    |
| ------ | ------ | ------ | ------ | ------ | ------ | ------- | ------- | ------- |
| 16 039 | 22 003 | 29 825 | 38 325 | 55 094 | 88 857 | 122 454 | 151 163 | 150 451 |

| 2001    | 2005    | 2011    | 2015    | 2021    | 2022    | - | - | - |
| ------- | ------- | ------- | ------- | ------- | ------- | - | - | - |
| 143 420 | 141 597 | 137 416 | 136 807 | 124 599 | 121 582 | - | - | - |

## Histoire
Les premiers peuplements sur le site de Stara Zagora remontent au VIIe ou VIe millénaire av. J.-C. Trois tombeaux mis au jour par les archéologues dans l'enceinte de la municipalité actuelle remontent à l'époque du néolithique ; le site archéologique situé à proximité de l'hôpital de district a révélé l'un des inventaires les plus riches de cette époque qui ait été retrouvé en Europe.
À l'époque des Thraces également, le site de Stara Zagora était un centre important. Il s'appelait alors Beroe (IVe siècle av. J.-C.). Au début du IIe siècle apr. J.-C., la ville d' Augusta Trajana est fondée sous le règne de l'empereur romain Trajan, probablement vers l'an 107. C'était une ville fortifiée, la deuxième en importance de la province de Thrace après Philippopolis. Durant les règnes des empereurs romains Marc Aurèle et Galien, la ville d'Augusta Trajana bat monnaie dont les pièces sont en utilisation sur une grande partie de la péninsule balkanique. Il reste des vestiges de cette ville romaine, comme certains bouts de la fortification, les portes occidentale et méridionale, le forum, ou encore les thermes et une nécropole.
Au fil des siècles, la ville change plusieurs fois de noms : Vereya (VIe et VIIe siècles), Irinopolis (VIIIe au XIIe siècle), Borouï (XIIe au XIVe siècle), Eskri Zagra (après la conquête turque en 1364), Jeleznik (dans les années 1850) et enfin Stara Zagora (depuis 1871).

## Environnement urbain et qualité de la vie
Les paysages situés au nord de la ville sont plus naturels et propres, alors qu'une agriculture de plus en plus intensive s'est développée au sud (en partie responsable d'une forte pollution des eaux de nappes et de surface, et de l'eau potable par les nitrate, de même qu'une immense mine de charbon à ciel ouvert. Dans la ville, l'air et les sols ont été pollués par la combustion du charbon puis l'utilisation de l'essence plombée. 
La ville est traversée par la rivière Sazliyka (145.5 km), qui est anthropisée et dégradée dans cette portion, mais moins polluée que la rivière Topolnitsa (154.8 km) qui serait le cours d'eau le plus pollué de Bulgarie selon irikov (2008). 
En raison du caractère universitaire de la ville, Stara Zagora et ses environs ont bénéficié de diverses études d'intérêt environnemental et sanitaire (santé environnementale). Des études poussées ont notamment concernées la modélisation de la circulation des  polluants urbain en cas d'épisodes extrêmes de pollution, la qualité de l'eau, et la qualité de l'air  portant par exemple sur les teneurs en NO2 de la colonne d'air atmosphérique, ou encore sur teneur de l'air en plomb (de 0,06 à 0,6 ug de plomb/m3 d'air dans les années 1980) et l'impact de ce problèmes en termes de plombémie chez les habitants de la ville. Le saturnisme était encore significativement présent au début des années 1980 en raison principalement du plomb tétraéthyle utilisé comme additif  de l'essence ; les gens vivant près des carrefours est des axes de circulation ayant les plombémies (en moyenne) les plus élevées (Une expérimentation faite avec des souris élevées en cages près ou loin d'axes de circulation a confirmé la pollution routière comme source principale). La plombémie moyenne estimée chez les enfants exposés à la pollution élevée de plomb de l'air (10,28 pg/dl) dépassait la norme pour l'enfance du Centre des CDC aux États-Unis (10 ug/dl, norme aujourd'hui considérée comme laxiste même par l'OMS). Des doses de plomb préoccupantes et parmi les plus élevées du pays ont aussi été relevées (1999) dans le bois de peupliers urbains
Des anthropologues s'intéressent aussi aux changements survenus dans l'ère postcommuniste, par exemple en matière de "consommation des paysages dans la région de Stara Zagor.
Des études originales ont été faites dans cette région, avec par exemple :
- la mesure des effets d'une éclipse solaire sur les balkans en termes d'UV dans l'atmosphère et de concentration d'ozone troposphérique[14] ;
- les abeilles comme bioindicateur[15].

## Environnement agropaysager et agroécologique
Le paysage du sud de la ville est très cultivé et, toujours en raison de la présence des universités a fait l'objet de nombreuses études concernant l'élevage, les sciences vétérinaires,, et agroenvironnementales et agricoles, puis sur la soutenabilité de l'irrigation (Irrigation expérimentale, etc.).

## Vie scientifique
La ville connait une riche vie scientifique en raison de son caractère universitaire. On y a par exemple étudié la climatothérapie appliquée à la dermatologie. L'université expérimente la formation en ligne (e-learning) et promeut parfois l'Open data

## Galerie

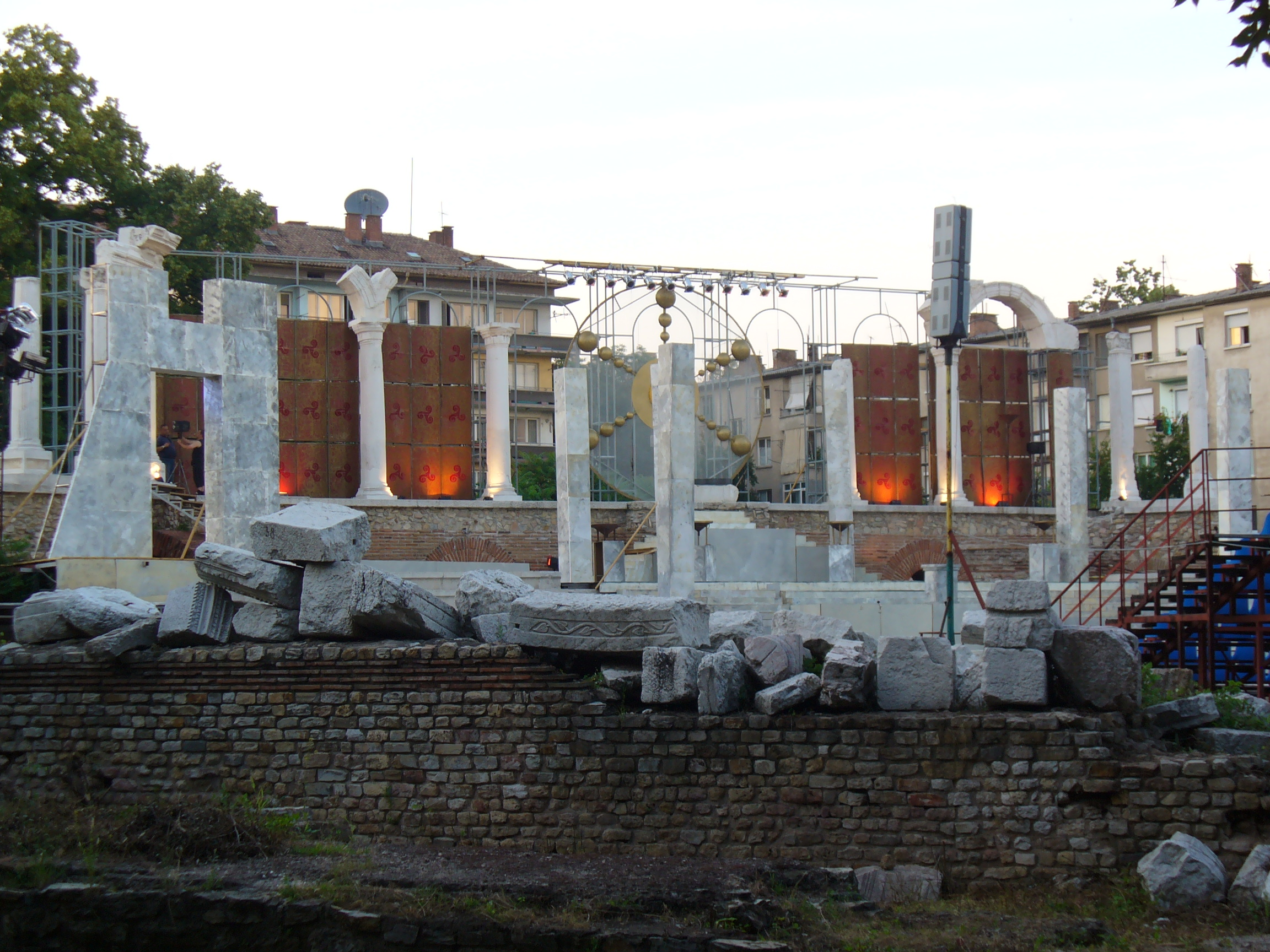
Le forum d'Augusta Trajana
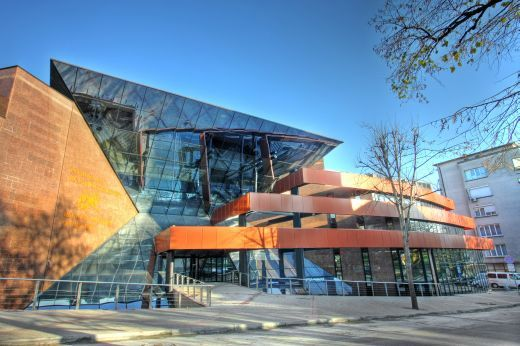
Le musée historique régional
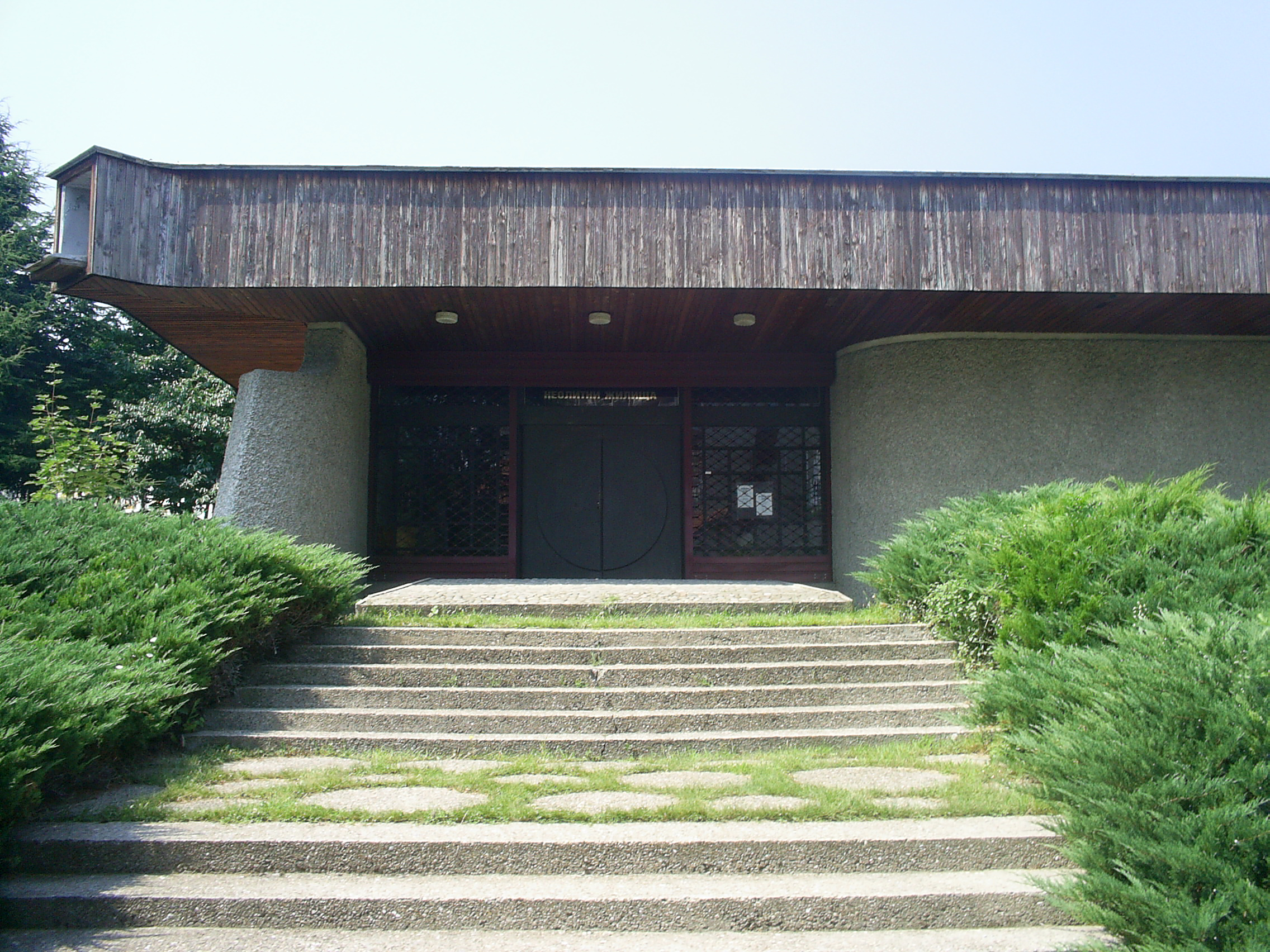
Le musée "Habitats néolithiques"
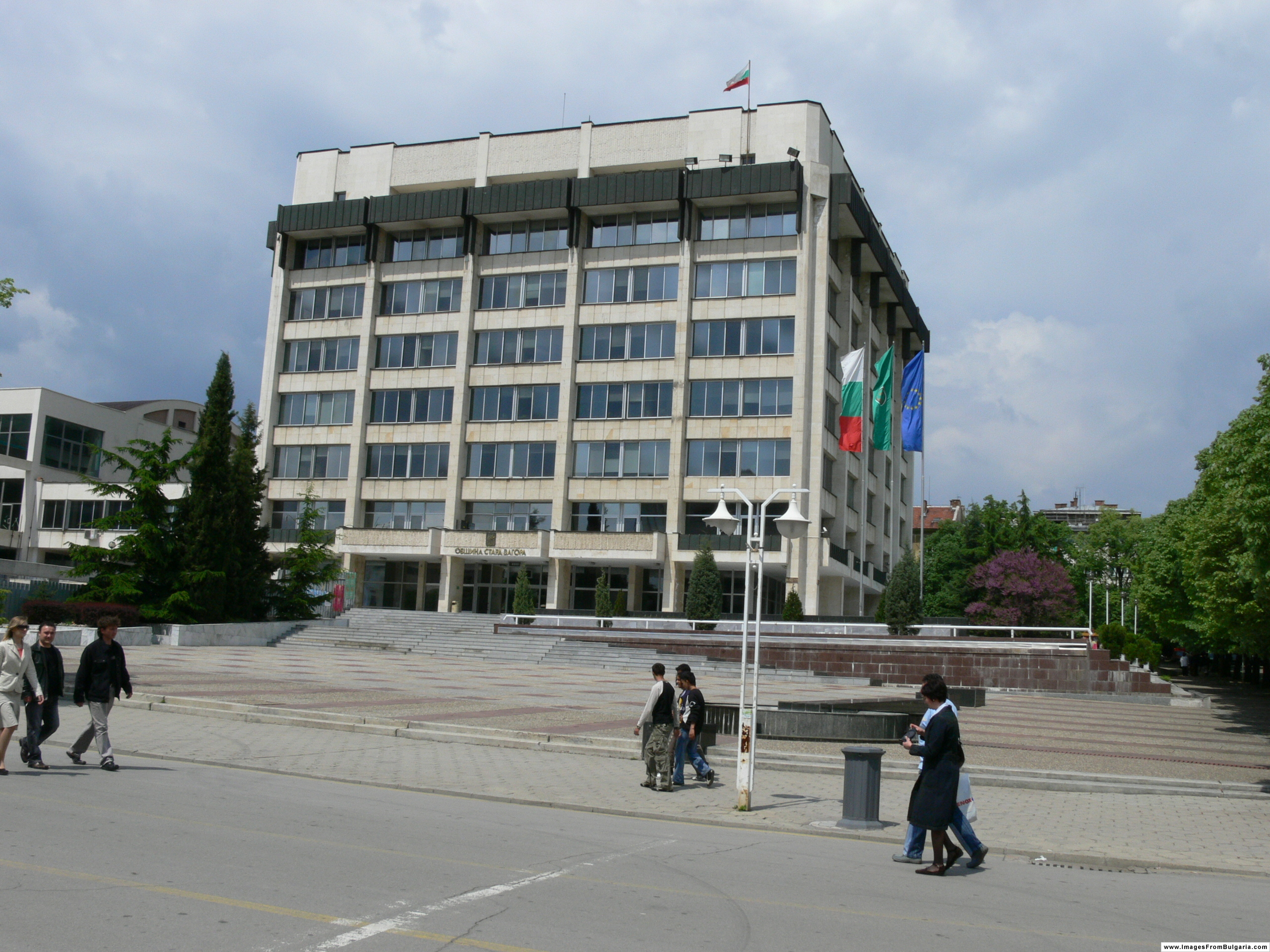
La mairie
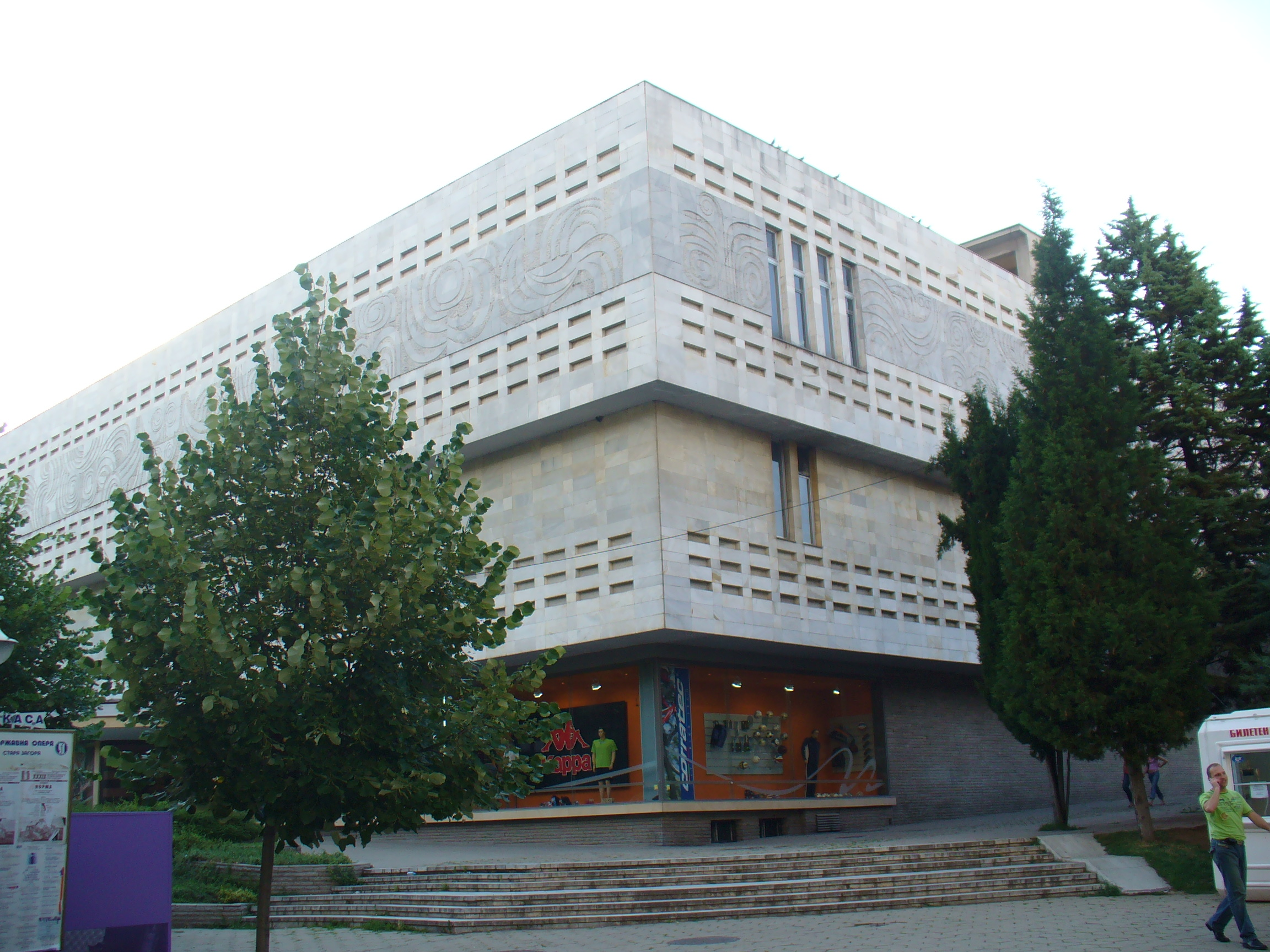
Le centre commercial
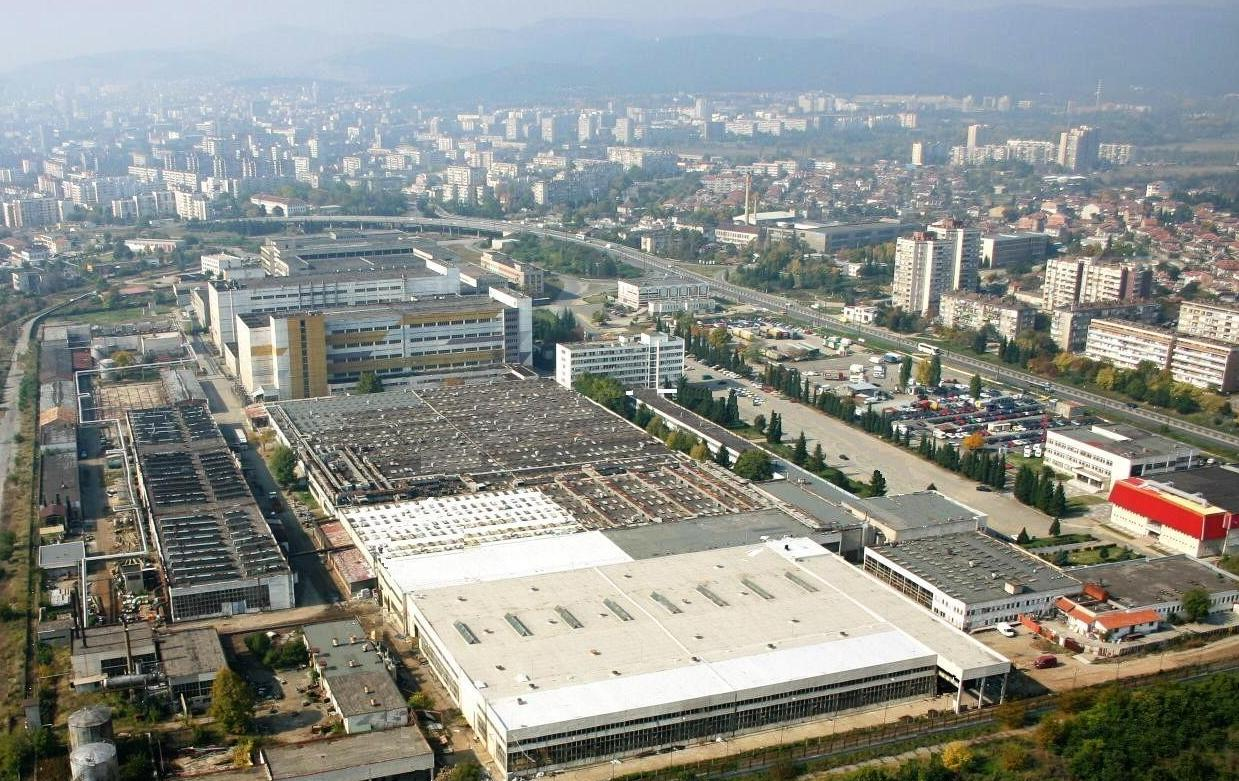
Le Business park Stara Zagora
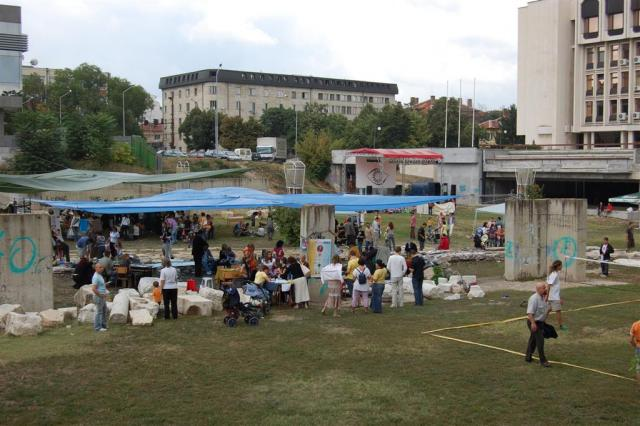
Le festival "Un autre regard"
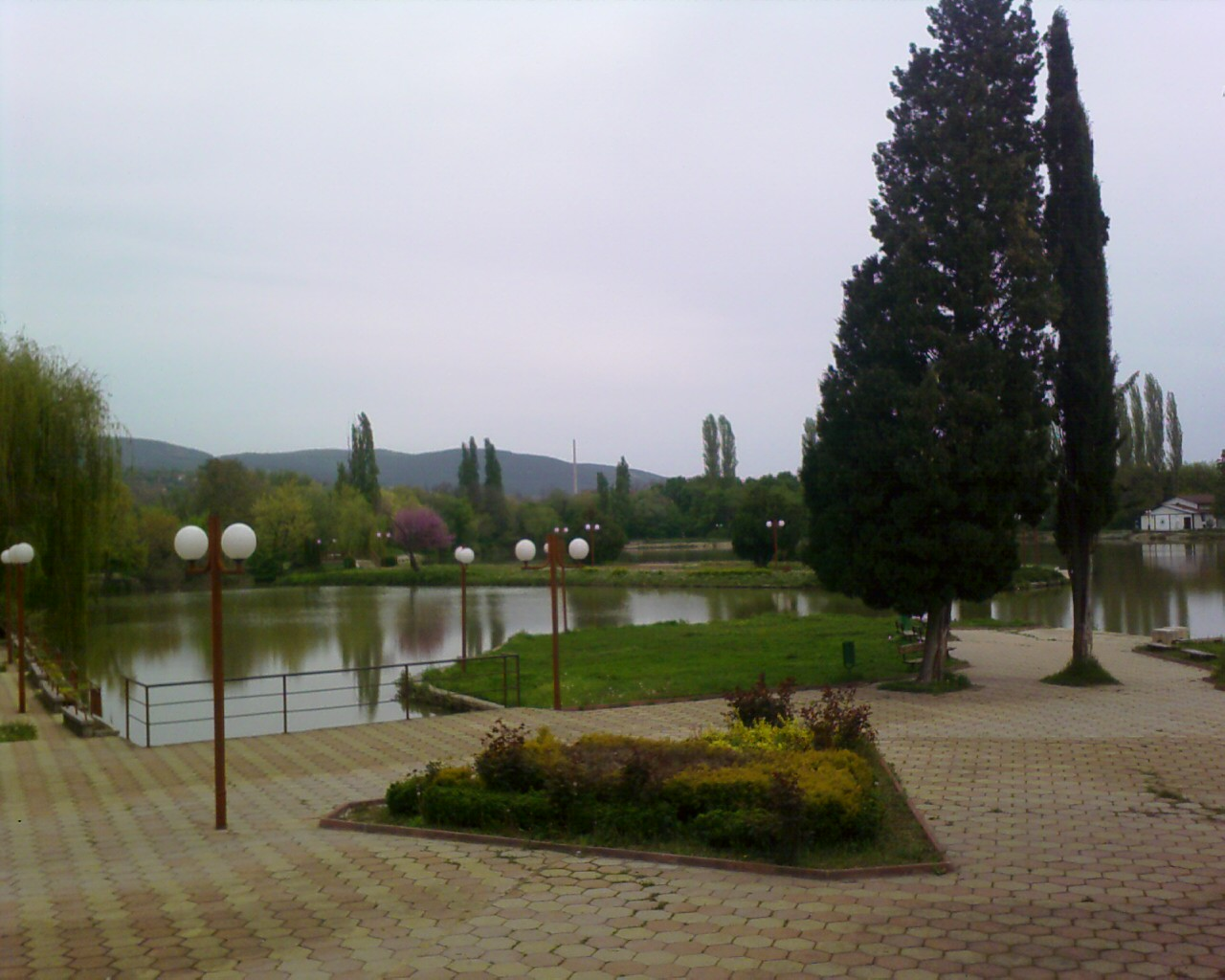
Le lac Zagorka

## Personnalités liées à la ville
- Anna Tomowa-Sintow (1941-), soprano ;
- Bernd Ohnesorge (1944-1987), espion allemand mort immolé par le feu à Stara Zagora ;
- Jacko Vassilev (1951-), photographe ;
- Georgi Dimitrov (1959-2021), footballeur, y est né ;
- Blagovesta Mekki-Tzvetkova, première soliste de l'Opéra.

## Jumelages
La ville de Stara Zagora est jumelée avec :
- Samara (Russie)
- Kruševac (Serbie)
- Radom (Pologne)
- Larissa (Grèce)
- Yueyang (Chine)
- Barreiro (Portugal)

## Autres
La ville a donné son nom à une race domestique de dinde, la « Blanche de Stara Zagora ».